# Maria Antonieta Celani
Maria Antonieta Alba Celani (São Paulo, 9 de dezembro de 1923 - São Paulo, 16 de novembro de 2018) foi uma linguista e professora brasileira, considerada uma das introdutoras da linguística aplicada no Brasil. Era professora emérita da Pontifícia Universidade Católica de São Paulo, onde fundou o primeiro programa de pós-graduação em linguística aplicada da América Latina.
Criou, ao fim dos anos 1970, o Projeto Nacional de Inglês Instrumental nas Universidades Brasileiras, que teve amplo impacto, envolvendo mais de vinte universidades federais e órgãos como o Conselho Britânico, a FAPESP e a CAPES. Coordenou-o de 1980 a 1989.
Foi professora e orientadora de linguistas influentes, como Mary Kato, Leila Barbara, Cecilia Almeida Salles, Leonor Lopes Fávero e Francisco Gomes de Matos.